# Micrurus ancoralis
Micrurus ancoralis – gatunek jadowitego węża z rodziny zdradnicowatych (Elapidae). Jeden z grupy węży koralowych. Występuje w północno-zachodniej części Ameryki Południowej – od nizin po zachodnie Andy, od skrajnie wschodniej Panamy do zachodniego Ekwadoru. Prowadzi dzienny, naziemny, częściowo podziemny tryb życia.

## Systematyka
Takson ten po raz pierwszy zgodnie z zasadami nazewnictwa binominalnego opisał w 1872 roku włoski zoolog Giorgio Jan w 42 zeszycie „Iconographie générale des ophidiens”. Autor nadał wężowi nazwę Elaps macgravii var. ancoralis. Holotyp ZSM 210/0 został zniszczony 24–25 kwietnia 1944 roku, był to samiec o długości 780 mm odłowiony przez F.J.C.M. Wagnera w latach 1857–1860. Holotyp podgatunku Micrurus ancoralis jani jest oznaczony jako MCZ 32722. Obecnie wyróżnia się dwa podgatunki:
- M. a. jani Schmidt, 1936
- M. a. ancoralis (Jan, 1872)[2]

### Etymologia
- Micrurus: gr. μικρος mikros „mały”[7]; κερκος kerkos „ogon”[8].
- ancoralis – łac. ancora „kotwica”[2].

## Morfologia
Jest to średniej wielkości wąż o krótkiej, czarno-czerwonej głowie, która jest tylko niewiele szersza od szyi, o małych oczach z ciemnobrązowymi źrenicami. Tułów pokrywa od 12 do 24 czarnych pierścieni pogrupowanych w triady przedzielone wąskimi białymi paskami, szerszymi w okolicy brzucha i ledwie widocznymi na grzbiecie. Czarne triady pierścieni przedzielone są czerwonymi, wyraźnie widocznymi pasami. Węże tego gatunku posiadają uzębienie typu proteroglypha tzn. posiadają krótkie zęby jadowe zaopatrzone w rynienkę. Gatunek ten jest podobny do Micrurus bocourti i Lampropeltis micropholis.
Wymiary:
|                    | Samiec  | Samica  |
| Długość SVL (mm)   | 1146    | 1486    |
| Tarczki brzuszne   | 242–262 | 266–290 |
| Tarczki podogonowe | 31–37   | 28–35   |

## Występowanie
Micrurus ancoralis występuje na niewielkim obszarze w północno-zachodniej części Ameryki Południowej, od skrajnie wschodniej Panamy do zachodniego Ekwadoru, od nizin po niższe partie zachodnich Andów – na wysokościach od poziomu morza do około 2000 m n.p.m. W Ekwadorze odnotowano go w prowincjach Esmeraldas, Pichincha, Santo Domingo de los Tsáchilas i Cotopaxi.
Podgatunek nominatywny występuje tylko w Ekwadorze, M. a. jani w Kolumbii i Panamie.

## Ekologia i zachowanie
Gatunek ten występuje głównie w tropikalnych lasach nizinnych i górskich, zarówno pierwotnych, jak i wtórnych. Występuje także na polanach, plantacjach i w przydomowych ogrodach w pobliżu lasów. Prowadzi dzienny, lądowy tryb życia. Jego dieta składa się z węży z własnego gatunku oraz z rodzajów Atractus i Ninia, amfisben z rodzaju Amphisbaena, płazów bezogonowych m.in. Caecilia nigricans i Caecilia leucocephala. Ich jad jest neurotoksyczny i prawdopodobnie śmiertelny dla ludzi, jednak nie istnieją żadne opublikowane wzmianki o zatruciu.

## Status
W Czerwonej księdze gatunków zagrożonych IUCN Micrurus ancoralis jest klasyfikowany jako gatunek najmniejszej troski (LC, ang. Least Concern). Liczebność populacji ani jej trend populacji nie są znane; wiadomo, że nie jest to gatunek pospolity, a w Kolumbii jest rzadki.